# Пуэрто-Рико на летних Олимпийских играх 2004
Пуэрто-Рико принимало участие в Летних Олимпийских играх 2004 года в Афинах (Греция) в пятнадцатый раз за свою историю, но не завоевало ни одной медали. Сборную страны представляли 11 женщин.